# Quốc hội Việt Nam khóa I
Quốc hội Việt Nam khóa I (nhiệm kì 1946-1960) là khóa Quốc hội đầu tiên của nước Việt Nam Dân chủ Cộng hòa. Nhiệm kỳ hoạt động của Quốc hội khóa I kéo dài 14 năm qua 12 kỳ họp, từ tháng 1-1946 đến tháng 5-1960. Là nhiệm kỳ đầu tiên của cơ quan lập pháp tối cao, Quốc hội khóa I đã xem xét và thông qua hai bản Hiến pháp 1946 và Hiến pháp 1959, 16 đạo luật, 50 nghị quyết và ba chính phủ liên hiệp do Hồ Chí Minh lãnh đạo.
Quốc hội khóa I được bầu ngày 6 tháng 1 năm 1946, với tỷ lệ cử tri đi bỏ phiếu là 89% và 333 người trúng cử. Mặc dù vậy, số đại biểu dự họp lên đến 403 và 444 người do đàm phán giữa Việt Minh cầm quyền và các nhóm đối lập. Các phiên họp quốc hội đều diễn ra tại Nhà hát Lớn Hà Nội.

## Bầu cử
Ngay sau khi nước Việt Nam Dân chủ Cộng hòa ra đời, chính phủ lâm thời và Chính phủ liên hiệp kháng chiến nhanh chóng tiến hành chuẩn bị tổng tuyển cử để bầu Quốc dân đại hội. Việc tổ chức được sắp xếp từ đầu tháng 9 năm 1945 và gặp nhiều trở ngại do chiến sự ở nhiều vùng và do đấu đá, tranh giành giữa Việt Minh cầm quyền và các đảng phái đối lập. Cuối cùng, cuộc tổng tuyển cử diễn ra ngày 6 tháng 1 năm 1946 trên cả nước, và đi vào lịch sử như là cuộc vận động dân chủ đầu tiên ở nước Việt Nam hiện đại.

## Thành phần
Cuộc bầu cử Quốc hội khóa I đã lựa chọn ra 333 người, trong đó Việt Minh chiếm 120 ghế, Đảng Dân chủ Việt Nam 46 ghế, Đảng Xã hội Việt Nam 24 ghế, và 143 ghế không đảng phái.
Trong 333 đại biểu được bầu có:
- 10 đại biểu nữ;
- 34 đại biểu dân tộc thiểu số;
- 87% là công nhân, nông dân, chiến sĩ cách mạng;
- 43% là người không đảng phái.
- 36% là thuộc mặt trận Việt Minh
- 14% là Đảng Dân chủ Việt Nam
- 7% là Đảng Xã hội Việt Nam

Hai đảng đối lập Việt Nam Cách mệnh Đồng minh hội và đại biểu thuộc Việt Nam Quốc dân Đảng không tham gia tranh cử, nhưng đã đàm phán riêng với Việt Minh nên được đặc cách thêm 70 ghế trong quốc hội. Tại kỳ họp thứ nhất, có tổng cộng 403 đại biểu dự họp.

## Các kỳ họp

### Kỳ họp thứ nhất

Cơ cấu thành phần Quốc hội Việt Nam khóa I tại kỳ họp 1. Đại biểu được bầu (333): Việt Minh (120); Dân chủ (46); Xã hội (24); Không đảng phái (143). Đại biểu truy nhận (70): Việt Cách (20); Việt Quốc (50)

Kỳ họp thứ nhất Quốc hội khóa I diễn ra vào ngày 2 tháng 3 năm 1946, Chủ tịch tạm thời Quốc hội là Ngô Tử Hạ, đại biểu cao tuổi nhất. Quốc hội công nhận Chính phủ Liên hiệp Kháng chiến do Hồ Chí Minh làm Chủ tịch; Cố vấn đoàn do Cố vấn tối cao Vĩnh Thụy (Bảo Đại) đảm nhiệm; Kháng chiến Ủy viên hội do Võ Nguyên Giáp làm Chủ tịch, Vũ Hồng Khanh làm Phó Chủ tịch. Quốc hội đã bầu ra Ban Thường trực Quốc hội và Ban Dự thảo Hiến pháp.
Ban Thường trực Quốc hội gồm 15 Ủy viên chính thức và 3 Ủy viên dự khuyết:
- Trưởng ban: Nguyễn Văn Tố
- Phó trưởng ban: Phạm Văn Đồng, Cung Đình Quỳ
- Ủy viên chính thức: Bùi Bằng Đoàn, Nguyễn Văn Chi, Dương Văn Dư, Hoàng Văn Đức, Xuân Thủy, Trình Quốc Quang, Đàm Quang Thiện, Nguyễn Tấn Gi Trọng, Nguyễn Trí, Lê Thị Xuyến, Hoàng Minh Giám, Dương Đức Hiền
- Ủy viên dự khuyết: Nguyễn Văn Luyện, Phạm Bá Trực, Y Ngông Niếkđam

Về sau, Ban Thường trực được bổ sung thêm 4 đại biểu Nam Bộ: Tôn Đức Thắng, Dương Bạch Mai làm Ủy viên chính thức và Nguyễn Ngọc Bích, Huỳnh Tấn Phát làm Ủy viên dự khuyết.
Ban Dự thảo Hiến pháp gồm 11 người: Trần Huy Hưng, Tôn Quang Phiệt, Đỗ Đức Dục, Cù Huy Cận, Nguyễn Đình Thi, Huỳnh Bá Nhung, Trần Tấn Thọ, Nguyễn Cao Hách, Đào Hữu Dương, Phạm Gia Đỗ, Nguyễn Thị Thục Viên.

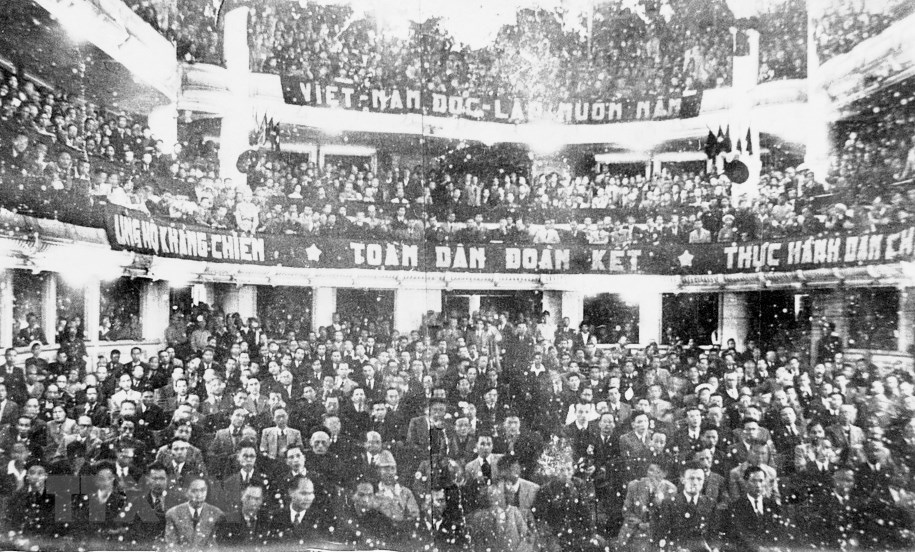
Quang cảnh buổi họp lần thứ nhất Quốc hội Việt Nam Dân chủ Cộng hòa khóa I tại Nhà hát Lớn Hà Nội

Tổng số đại biểu Quốc hội là 403, trong đó có 333 đại biểu được bầu bao gồm Việt Minh 120 ghế, Đảng Dân chủ 46 ghế, Đảng Xã hội 24 ghế, không đảng phái 143 ghế. Số đại biểu không qua bầu cử là 70 người gồm 20 đại biểu thuộc Việt Cách (Việt Nam Cách mệnh Đồng minh Hội) và 50 đại biểu thuộc Việt Quốc (trên danh nghĩa là Việt Nam Quốc dân Đảng, trên thực tế là cả Mặt trận Quốc dân Đảng Việt Nam). Việc có các đại biểu đặc cách không qua bầu cử này là theo thỏa thuận trước cuộc bầu cử, đạt được ngày 24 tháng 12 năm 1945, giữa Việt Minh với Việt Cách và Việt Quốc. Việc này thể hiện chủ trương của Việt Minh về hoà hợp dân tộc, tập trung lực lượng kháng chiến chống thực dân Pháp. Theo báo Độc Lập, Hồ Chí Minh phát biểu trong phiên khai mạc Quốc hội: "Có những đồng chí cách mạng người Việt Nam ở hải ngoại vì không có thì giờ tham gia tổng tuyển cử của dân ta, nên Chính phủ Lâm thời đề nghị với Quốc hội mở rộng Quốc hội ra thêm 70 ghế nữa để mời các đại biểu hải ngoại của V.N.C.M.Đ.M.H và V.N.Q.D.Đ tham gia để tỏ cho thế giới biết rằng dân ta đoàn kết nhất trí [...] Các đảng phái, các dân tộc thiểu số và phụ nữ đều có đại biểu, và như thế không phải là các đại biểu thay mặt cho một đảng phái hay một dân tộc nào mà là đại biểu cho quốc dân Việt Nam."
Theo Elections in Asia: A data handbook, Volume II trang 324, có 302 ghế, trong đó Việt Minh giành được 182 ghế, Đảng Dân chủ Việt Nam giành 45 ghế, Việt Quốc 26 ghế, Việt Cách 22 ghế, Đảng Xã hội Việt Nam 27 ghế, tuy nhiên có nhiều tài liệu cho biết phe Việt Quốc và Việt Cách dù không qua bầu cử, nhưng nhờ "mặc cả" với Việt Minh nên có 50 và 20 ghế trong Quốc hội. Một số chia thành cánh tả (Hội Nghiên cứu Chủ nghĩa Mác ở Đông Dương, Việt Minh, Xã hội, Dân chủ), cánh hữu (Việt Quốc, Việt Cách), và không đảng phái. Một số thành viên Việt Quốc được xem là cánh tả, ngoài ra còn có cánh hữu, tôn giáo, và dân tộc chủ nghĩa.

### Kỳ họp thứ hai
Kỳ họp thứ hai Quốc hội khóa I (28/10/1946 – 9/11/1946) có 291 đại biểu tham gia (khi đó Quốc hội mở rộng 444 đại biểu) bao gồm: không đảng phái 90 ghế (do Hoàng Minh Châu lãnh đạo), Đảng Dân chủ Việt Nam có 45 ghế, Đảng Xã hội Việt Nam 24 ghế, Hội Nghiên cứu Chủ nghĩa Mác ở Đông Dương 15 ghế, Việt Minh 80 ghế, Việt Nam Cách mệnh Đồng minh hội 17 ghế, Việt Nam Quốc dân Đảng 20 ghế. Như vậy, số đại biểu đối lập tại phiên họp này còn 37 trên 70 ghế, số đại biểu ủng hộ Chính phủ là 240.
Phiên họp này cũng biểu quyết thông qua Hiến pháp 1946. Ngày 9-11-1946, Quốc hội đã biểu quyết thông qua Hiến pháp của nước Việt Nam Dân chủ Cộng hòa với 240 đại biểu tán thành trên 242 đại biểu; hai đại biểu không tán thành là Nguyễn Sơn Hà và Phạm Gia Đỗ. Tuy nhiên Hiến pháp này chưa được Chủ tịch Hồ Chí Minh cho ban hành.
Ban Thường trực Quốc hội được bầu tại kỳ họp thứ hai gồm có 18 người:
- Trưởng ban: Bùi Bằng Đoàn
- Phó trưởng ban:
  - Tôn Đức Thắng
  - Tôn Quang Phiệt
- Ủy viên chính thức:
  - Phạm Bá Trực
  - Dương Đức Hiền
  - Cung Đình Quỳ
  - Hoàng Văn Hoan
  - Trần Huy Liệu
  - Nguyễn Văn Luyện
  - Trần Văn Cung (Quốc Anh)
  - Dương Văn Dư
  - Y Ngông Niêkđam
  - Hoàng Minh Châu
  - Nguyễn Đình Thi
  - Lê Thị Xuyến
- Ủy viên dự khuyết:
  - Lê Tư Lành
  - Trần Tấn Thọ
  - Nguyễn Thị Thục Viên

Ngày 11-11-1946, Ban Thường trực Quốc hội đã họp để bầu ra Ban Thường vụ và các Tiểu ban:
- Ban Thường vụ: gồm 5 người
- Trưởng ban: Bùi Bằng Đoàn
- Phó Trưởng ban:
  - Tôn Đức Thắng
  - Tôn Quang Phiệt
- Thư ký: Nguyễn Đình Thi
- Phó Thư ký: Dương Đức Hiền

- Tiểu ban Pháp chế: gồm 8 người do Tôn Quang Phiệt làm Trưởng ban
- Tiểu ban Tài chính Kinh tế: gồm 6 người do Nguyễn Văn Luyện làm Trưởng ban
- Tiểu ban Kiến nghị: gồm 4 người do Trần Huy Liệu làm Trưởng ban.
Khi kháng chiến toàn quốc bùng nổ, các Ủy viên trong Ban thường trực được phân đi các địa phương ở Liên Khu III, Liên khu Việt Bắc động viên nhân dân kháng chiến. Sau đó các ủy viên tùy theo khả năng và yêu cầu mà tham gia hoạt động kháng chiến ở địa phương, như Ủy ban kháng chiến hành chính, làm phái viên của Chính phủ ở các khu... Bùi Bằng Đoàn được phân công sát bên cạnh Chính phủ để tiếp tục nhiệm vụ của Ban Thường trực. Các ủy viên liên lạc với Trưởng ban Thường trực bằng điện và thư. Tôn Đức Thắng và linh mục Phạm Bá Trực được mời về cùng Trưởng ban điều hành công việc của Ban.
Năm 1947 Chính phủ đã được cải tổ. Một số nhân sĩ, trí thức được Chủ tịch Hồ Chí Minh mời giữ một số ghế trong Chính phủ nhằm thực hiện tính liên hiệp quốc dân rộng rãi hơn. Phan Anh giữ chức Bộ trưởng Bộ Kinh tế; Hoàng Minh Giám giữ chức Bộ trưởng Bộ Ngoại giao; Tạ Quang Bửu giữ chức Bộ trưởng Bộ Quốc phòng; Đặng Văn Hướng giữ chức Bộ trưởng không giữ Bộ nào. Sau khi Bộ trưởng Huỳnh Thúc Kháng qua đời, tháng 11-1947, Chủ tịch Hồ Chí Minh đã mời Phan Kế Toại giữ chức Quyền Bộ trưởng Bộ Nội vụ.
Ngày 20/1/1948, sau khi được Hội đồng Chính phủ và Ban Thường trực Quốc hội nhất trí, Chủ tịch Hồ Chí Minh đã ký Sắc lệnh số 110/SL thụ cấp Đại tướng cho Võ Nguyên Giáp. Và đến tháng 7-1948, Võ Nguyên Giáp lại giữ chức Bộ trưởng Bộ Quốc phòng kiêm Tổng Chỉ huy Quân đội Quốc gia và Dân quân Việt Nam. Tiếp đến ngày 19-8-1948, Chủ tịch Hồ Chí Minh ký Sắc lệnh 206/SL thành lập Hội đồng Quốc phòng Tối cao gồm có: Hồ Chí Minh, Chủ tịch Chính phủ kiêm Chủ tịch Hội đồng Quốc phòng, Bộ trưởng Tài chính Lê Văn Hiến, Phó Chủ tịch và các Ủy viên là Phan Kế Toại, Quyền Bộ trưởng Bộ Nội Vụ, Phan Anh, Bộ trưởng Bộ Kinh tế, Đại tướng Võ Nguyên Giáp, Bộ trưởng Bộ Quốc phòng, Tạ Quang Bửu, Thứ trưởng Bộ Quốc phòng. Một số cán bộ quân sự đã được Chủ tịch Hồ Chí Minh ký Sắc lệnh thụ cấp Thiếu tướng.
Năm 1948, Bùi Bằng Đoàn ốm phải đi chữa bệnh. Tôn Đức Thắng giữ chức Quyền Trưởng ban Thường trực Quốc hội.
Về Chính phủ, ngày 25-7-1949, Chủ tịch Hồ Chí Minh đã cử Phạm Văn Đồng giữ chức Phó Thủ tướng và được bổ sung giữ chức Phó Chủ tịch Hội đồng Quốc phòng Tối cao.
Tháng 2-1950, Ban Thường trực họp đã bầu bổ sung, ba Ủy viên Dự khuyết đã được bầu làm ủy viên chính thức của Ban Thường trực Quốc hội là Nguyễn Thị Thục Viên, Lê Tư Lành và Trần Tấn Thọ thay cho Nguyễn Văn Luyện và Hoàng Minh Châu từ trần, Cung Đình Quỳ đã chạy theo Pháp. Ban Thường trực đã bầu ra một Ban Thường vụ mới gồm có Bùi Bằng Đoàn, Tôn Đức Thắng, Tôn Quang Phiệt, Phạm Bá Trực, Dương Đức Hiền và Trần Huy Liệu thay mặt Ban Thường trực để giải quyết công việc hằng ngày cũng như liên lạc với Chính phủ.
Ngày 14-5-1951, Chủ tịch Hồ Chí Minh đã ký Sắc lệnh số 21/SL đổi tên Bộ Kinh tế thành Bộ Công thương. Việt Nam Công an vụ, một ngành bảo vệ an ninh quốc gia có hệ thống trong toàn quốc đã được thành lập năm 1946. Do yêu cầu đòi hỏi của kháng chiến, ngày 16-2-1953, Chủ tịch Hồ Chí Minh đã ký Sắc lệnh số 141/SL thành lập Thứ bộ Công an và đến tháng 6-1953, Hội đồng Chính phủ đã ra nghị quyết đổi Thứ bộ Công an thành Bộ Công an. Trần Quốc Hoàn được cử giữ chức Bộ trưởng. Tháng 3-1954, Nghiêm Xuân Yêm được cử giữ chức Bộ trưởng Bộ Canh nông.

### Kỳ họp thứ ba
Kỳ họp thứ ba Quốc hội khóa I diễn ra từ ngày 1 đến ngày 4 tháng 12 năm 1953. Tổng số đại biểu vể dự kỳ họp là 166 người, trong đó Bắc Bộ có 94 đại biểu, Trung Bộ có 62 đại biểu, Nam Bộ có 10 đại biểu.
Ngày 4-12-1953, toàn thể Quốc hội biểu quyết nhất trí tán thành Luật Cải cách Ruộng đất. Ngày 19/12/1953, Chủ tịch Nước Việt Nam Dân chủ Cộng hòa Hồ Chí Minh đã ký Sắc lệnh số 197/SL ban bố "Luật Cải cách Ruộng đất". Luật có 5 chương, 38 điều khoản. Thực hiện Luật cải cách ruộng đất, cuộc cải cách ruộng đất đã được tổ chức thí điểm trong phạm vi 6 xã thuộc huyện Đại Từ, tỉnh Thái Nguyên (từ 25-12-1953 đến 30-2-1954) và đợt I của cải cách ruộng đất được tiến hành ở 47 xã thuộc tỉnh Thái Nguyên và 6 xã thuộc tỉnh Thanh Hóa (từ tháng 5 đến tháng 9-1954). Kể từ tháng 4-1953 đến tháng 9-1954 đã tiến hành được 5 đợt giảm tô và 1 đợt cải cách ruộng đất trong vùng tự do.

### Kỳ họp thứ tư
Kỳ họp thứ tư diễn ra từ ngày 20 đến ngày 26 tháng 3 năm 1955.
Dự kỳ họp có 206 đại biểu Quốc hội của cả nước, trong đó Bắc Bộ có 102 đại biểu, Trung Bộ có 61 đại biểu, Nam bộ có 37 đại biểu, 6 đại biểu được "truy nhận"; 37 đại biểu vắng mặt vì lý do đau ốm hoặc đang đảm nhiệm những công tác không thể đến được.
Quốc hội cũng bày tỏ tín nhiệm Ban Thường trực Quốc hội cũ và bổ sung thêm 3 ủy viên mới là đại biểu miền Nam. Ban Thường trực Quốc hội gồm:
- Trưởng ban: Bùi Bằng Đoàn
- Phó trưởng ban:
- Tôn Đức Thắng
- Tôn Quang Phiệt

- Ủy viên chính thức:
- Trần Văn Cung
- Dương Đức Hiền
- Hoàng Văn Hoan
- Nguyễn Văn Hưởng
- Lê Tư Lành
- Trần Huy Liệu
- Y Ngông Niê Kdăm
- Cao Triều Phát
- Nguyễn Đình Thi
- Trần Tấn Thọ
- Nguyễn Trí
- Nguyễn Thị Thục Viên
- Lê Thị Xuyến

### Kỳ họp thứ năm
Kỳ họp thứ năm Quốc hội khóa I diễn ra từ ngày 15 đến ngày 20 tháng 9 năm 1955, có 211 đại biểu tham dự.
Theo đề nghị của Chủ tịch Hồ Chí Minh, Quốc hội đã thông qua quyết định mở rộng và bổ sung Chính phủ: Phó Thủ tướng Phạm Văn Đồng được cử làm Thủ tướng Chính phủ, và hai Phó Thủ tướng: Phan Kế Toại kiêm Bộ trưởng Bộ Nội vụ, Võ Nguyên Giáp kiêm Bộ trưởng Bộ Quốc phòng; Bộ Công thương chia làm hai bộ: Bộ Công nghiệp và Bộ Thương nghiệp; Bộ Giao thông Công chính chia làm hai bộ: Bộ Giao thông và Bưu điện, Bộ Thủy lợi và Kiến trúc. Đặt thêm Bộ Cứu tế. Bộ Tuyên truyền đổi là Bộ Văn hóa và cử Bộ trưởng Phủ Thủ tướng. Với quyết định mở rộng và bổ sung Chính phủ của Quốc hội (20/9/1955) nên thành phần Chính phủ gồm có:
- Chủ tịch: Hồ Chí Minh
- Thủ tướng kiêm Bộ trưởng Bộ Ngoại giao: Phạm Văn Đồng
- Phó Thủ tướng kiêm Bộ trưởng Bộ Nội vụ: Phan Kế Toại
- Phó Thủ tướng kiêm Bộ trưởng Bộ Quốc phòng: Võ Nguyên Giáp
- Bộ trưởng Bộ Công an: Trần Quốc Hoàn
- Bộ trưởng Bộ Giáo dục: Nguyễn Văn Huyên
- Bộ trưởng Bộ Tài chính: Lê Văn Hiến
- Bộ trưởng Bộ Giao thông và Bưu điện: Nguyễn Văn Trân
- Bộ trưởng Bộ Thủy lợi và Kiến trúc: Trần Đăng Khoa
- Bộ trưởng Bộ Công nghiệp: Lê Thanh Nghị
- Bộ trưởng Bộ Thương nghiệp: Phan Anh
- Bộ trưởng Bộ Y tế: Hoàng Tích Trí
- Bộ trưởng Bộ Lao động: Nguyễn Văn Tạo
- Bộ trưởng Bộ Tư pháp: Vũ Đình Hòe
- Bộ trưởng Bộ Văn hóa: Hoàng Minh Giám
- Bộ trưởng Bộ Thương binh: Vũ Đình Tụng
- Bộ trưởng Bộ Cứu tế: Nguyễn Xiển
- Bộ trưởng Bộ Nông lâm: Nghiêm Xuân Yêm
- Bộ trưởng Phủ Thủ tướng: Phạm Hùng

Quốc hội bầu cụ Tôn Đức Thắng làm Trưởng ban Thường trực Quốc hội thay cụ Bùi Bằng Đoàn đã từ trần ngày 13/4/1955.

### Kỳ họp thứ sáu
Kỳ họp thứ sáu Quốc hội khóa I diễn ra từ ngày 29 tháng 12 năm 1956 đến ngày 25 tháng 1 năm 1957, có 230 đại biểu về dự họp.
Ngày 23/1/1957, Quốc hội đã bầu ra Ban sửa đổi Hiến pháp gồm 29 thành viên do Chủ tịch Hồ Chí Minh làm Trưởng ban.
Quốc hội đã bầu Ban Thường trực mới gồm:
- Trưởng ban: Tôn Đức Thắng
- Phó trưởng ban: Tôn Quang Phiệt
- Ủy viên Thư ký: Trần Đình Tri
- Ủy viên chính thức:
  - Hoàng Văn Hoan
  - Trần Huy Liệu
  - Y Ngông Niê Kdăm
  - Xuân Thủy
  - Nguyễn Văn Hưởng
  - Dương Bạch Mai
  - Trần Mạnh Quỳ
  - Nguyễn Thị Thục Viên
  - Dương Đức Hiền
  - Lê Huy Vân
  - Bồ Xuân Luật
  - Hoàng Văn Đức
- Ủy viên dự khuyết:
  - Ngô Tử Hạ
  - Nguyễn Sơn Hà
  - Nông Văn Lạc

Thực hiện Nghị quyết của Quốc hội, ngày 30/5/1957, Hội đồng Chính phủ đã sáp nhập Ban Thống nhất và Ban Quan hệ Bắc - Nam thành Ban Thống nhất Trung ương để tăng cường và tập trung chỉ đạo đấu tranh.

### Kỳ họp thứ bảy
Diễn ra từ ngày 10 đến ngày 19 tháng 9 năm 1957. Tham dự kỳ họp có 217 đại biểu.

### Kỳ họp thứ tám
Diễn ra từ ngày 16 đến ngày 29 tháng 4 năm 1958 với 224 đại biểu.
Quốc hội thông qua đề nghị của Chính phủ cử thêm hai Phó Thủ tướng Chính phủ là Trường Chinh và Phạm Hùng. Cử Nguyễn Duy Trinh làm Bộ trưởng Phủ Thủ tướng và Nguyễn Văn Trân làm Chủ nhiệm Ủy ban Kế hoạch Nhà nước. Chia Bộ Thương nghiệp thành hai bộ: Bộ Nội thương do Đỗ Mười làm Bộ trưởng và Bộ Ngoại thương do Phan Anh làm Bộ trưởng. Chia Bộ Thủy lợi và Kiến trúc thành hai Bộ: Bộ Thủy lợi do Trần Đăng Khoa làm Bộ trưởng và Bộ Kiến trúc do Bùi Quang Tạo làm Bộ trưởng. Lập Tòa án Tối cao và hệ thống Tòa án, Viện Công tố và hệ thống Công tố (cả hai tách khỏi Bộ Tư pháp và có quyền hạn trách nhiệm ngang một Bộ) trực thuộc Hội đồng Chính phủ. Bùi Lâm được cử làm Viện trưởng Viện Công tố; một Phó Chánh án sẽ làm quyền Chánh án. Nâng Ban Dân tộc thành Ủy ban Dân tộc có quyền hạn trách nhiệm ngang một Bộ trực thuộc Hội đồng Chính phủ do Chu Văn Tấn làm Chủ nhiệm; lập Ủy ban Khoa học có quyền hạn trách nhiệm ngang một Bộ trực thuộc Hội đồng Chính phủ.
Về mặt tổ chức của Ban Thường trực, Quốc hội đã chuẩn y nghị quyết ngày 13/4/1958 của Ban, chấp nhận việc từ chức Ủy viên Ban Thường trực của Hoàng Văn Đức và cử Ngô Tử Hạ, Ủy viên Dự khuyết, làm Ủy viên chính thức thay Hoàng Văn Đức và Nghị quyết ngày 23/4/1958 của Ban về việc cử thêm một Phó Trưởng ban Thường trực Quốc hội nữa là Hoàng Văn Hoan.

### Kỳ họp thứ chín
Diễn ra từ ngày 9 đến ngày 14 tháng 12 năm 1958 với sự có mặt của 207 đại biểu.
Quốc hội đã phê chuẩn đề nghị của Hội đồng Chính phủ để Nguyễn Duy Trinh thôi giữ chức Bộ trưởng Phủ Thủ tướng để giữ chức Chủ nhiệm Ủy ban Kế hoạch Nhà nước; Nguyễn Văn Trân, Bộ trưởng Bộ Giao thông và Bưu điện kiêm Phó Chủ nhiệm Ủy ban Kế hoạch Nhà nước; Lê Văn Hiến, Bộ trưởng, giữ chức Phó Chủ nhiệm Ủy ban Kế hoạch Nhà nước; Phạm Ngọc Thạch giữ chức Bộ trưởng Bộ Y tế; Trường Chinh, Phó Thủ tướng kiêm Chủ nhiệm Ủy ban Khoa học Nhà nước.

### Kỳ họp thứ mười
Diễn ra từ ngày 20 đến ngày 27 tháng 5 năm 1959, có 205 đại biểu.
Quốc hội phê chuẩn việc cử Phạm Văn Bạch giữ chức Chánh án Tòa án Nhân dân Tối cao và Nguyễn Khang giữ chức Bộ trưởng Phủ Thủ tướng.
Ban Thường trực trong phiên họp tháng 5/1959 đã nhất trí với Hội đồng Chính phủ về việc giải thể hai Bộ Cứu tế Xã hội và Thương binh vì sau bốn năm hòa bình, công tác thương binh và liệt sĩ đã giải quyết được phần lớn. Những công việc còn lại của hai bộ được chuyến giao cho các Bộ Nội vụ, Lao động và Y tế đảm nhiệm.
Đến giữa năm 1959, sau mấy lần bổ sung và điều chỉnh, thành phần Chính phủ gồm có:
1. Chủ tịch Hồ Chí Minh
2. Thủ tướng kiêm Bộ trưởng Bộ Ngoại giao Phạm Văn Đồng
3. Phó Thủ tướng kiêm Bộ trưởng Bộ Nội vụ Phan Kế Toại
4. Phó Thủ tướng kiêm Bộ trưởng Bộ Quốc phòng Võ Nguyên Giáp
5. Phó Thủ tướng kiêm Chủ nhiệm Ủy ban Khoa học Nhà nước Trường Chinh
6. Phó Thủ tướng Phạm Hùng
7. Bộ trưởng Bộ Công an Trần Quốc Hoàn
8. Bộ trưởng Bộ Giáo dục Nguyễn Văn Huyên
9. Bộ trưởng Bộ Nội thương Đỗ Mười
10. Bộ trưởng Bộ Ngoại thương Phan Anh
11. Bộ Trưởng Bộ Thủy lợi Trần Đăng Khoa
12. Bộ trưởng Bộ Kiến trúc Bùi Quang Tạo
13. Bộ trưởng Bộ Tài chính Hoàng Anh
14. Bộ trưởng Bộ Công nghiệp Lê Thanh Nghị
15. Bộ trưởng Bộ Nông lâm Nghiêm Xuân Yêm
16. Bộ trưởng Bộ Y tế Phạm Ngọc Thạch
17. Bộ trưởng Bộ Lao động Nguyễn Văn Tạo
18. Bộ trưởng Bộ Tư pháp Vũ Đình Hòe
19. Bộ trưởng Bộ Văn hóa Hoàng Minh Giám
20. Bộ trưởng Bộ Giao thông và Bưu điện kiêm Phó Chủ nhiệm Ủy ban Kế hoạch Nhà nước Nguyễn Văn Trân
21. Chủ nhiệm Ủy ban Kế hoạch Nhà nước Nguyễn Duy Trinh
22. Bộ trưởng giữ chức Phó Chủ nhiệm Ủy ban Kế hoạch Nhà nước Lê Văn Hiến
23. Bộ trưởng Phủ Thủ tướng Nguyễn Khang

### Kỳ họp thứ mười một
Diễn ra từ ngày 18 đến ngày 31 tháng 12 năm 1959, có 217 đại biểu.
Ngày 31-12-1959, Quốc hội đã họp phiên toàn thể biểu quyết thông qua Hiến pháp mới với sự nhất trí tuyệt đối: 206 phiếu tán thành trên 206 đại biểu có mặt. Ngày 1-1-1960, Chủ tịch Hồ Chí Minh ký Sắc lệnh số 1/SL công bố Hiến pháp mới, Hiến pháp 1959. Hiến pháp năm 1959 của nước Việt Nam Dân chủ Cộng hòa gồm có Lời nói đầu và 112 điều chia thành 10 chương.
Để đạt được tính chất tiêu biểu của Quốc hội cho cả nước, trong hoàn cảnh đất nước còn bị chia cắt, cuộc Tổng tuyển cử chưa thể tiến hành được ở miền Nam, Quốc hội nước Việt Nam Dân chủ Cộng hòa, kỳ họp thứ 11 đã nhất trí thông qua "Nghị quyết kéo dài nhiệm kỳ của các đại biểu Quốc hội đã được nhân dân miền Nam bầu ra ngày 6-1-1946 cho đến khi có nghị quyết mới".

### Kỳ họp thứ mười hai
Diễn ra từ ngày 11 đến ngày 15 tháng 4 năm 1960, có 211 đại biểu.

## Bộ máy lãnh đạo

### Ban thường trực quốc hội
- Trưởng ban: Nguyễn Văn Tố (1946)
  - Bùi Bằng Đoàn (1946-1955)
  - Tôn Đức Thắng (1955-1960)
- Phó Trưởng ban: 
  - Phạm Văn Đồng
  - Cung Đình Quỳ
- Ủy viên chính thức:
  - Bùi Bằng Đoàn (1946)
  - Nguyễn Văn Chi
  - Dương Văn Dư
  - Hoàng Văn Đức,
  - Nguyễn Trọng Nhâm (Xuân Thủy),
  - Trịnh Quốc Quang,
  - Đàm Quang Thiện,
  - Nguyễn Tấn Gi Trọng,
  - Lê Thị Xuyến (bà Phan Thanh),
  - Hoàng Minh Giám,
  - Dương Đức Hiền,
  - Nguyễn Trí,
  - Tôn Đức Thắng (1946-1955)
  - Dương Bạch Mai
- Ủy viên dự khuyết: 
  - Nguyễn Văn Luyện
  - Phạm Bá Trực
  - Y Ngông Niê Kdăm
  - Huỳnh Tấn Phát
  - Nguyễn Ngọc Bích
- Thư ký: Hoàng Minh Giám, Dương Đức Hiền

Tại kỳ họp thứ hai Quốc hội khóa I, thông qua ngày 3/11/1946 thành lập Chính phủ mới (3/11/1946) và bầu Ban Thường vụ Quốc hội mới do Bùi Bằng Đoàn làm Trưởng ban, Tôn Đức Thắng và Tôn Quang Phiệt làm Phó Trưởng ban.

## Các văn bản pháp quy đã thông qua
Hai bản Hiến pháp:
1. Hiến pháp nước Việt Nam Dân chủ Cộng hoà năm 1946 (Quốc hội thông qua ngày 9-11-1946).
2. Hiến pháp nước Việt Nam Dân chủ Cộng hoà năm 1959 (Quốc hội thông qua ngày 31-12-1959; Chủ tịch nước ký lệnh ban hành ngày 1-1-1960).

Mười sáu luật:
1. Dự án luật Lao động (thông qua ngày 8-11-1946).
2. Luật Cải cách ruộng đất (ban hành ngày 19-12-1953).
3. Luật Đảm bảo quyền tự do thân thể và quyền bất khả xâm phạm đối với nhà ở, đồ vật, thư tín của nhân dân (ban hành ngày 20-5-1957).
4. Luật Quy định quyền lập hội (ban hành ngày 20-5-1957).
5. Luật Quy định quyền tự do hội họp (ban hành ngày 20-5-1957).
6. Luật về Chế độ báo chí (ban hành ngày 20-5-1957).
7. Luật Công đoàn (ban hành ngày 5-11-1957).
8. Luật Quy định Chế độ xuất bản (thông qua ngày 14-9-1957).
9. Luật Quy định Những trường hợp phạm pháp quả tang và Những trường hợp khẩn cấp (thông qua ngày 14-9-1957).
10. Luật Cấm chỉ mọi hành động đầu cơ về kinh tế (thông qua ngày 14-9-1957).
11. Luật Quy định thể lệ bầu cử Hội đồng nhân dân và Uỷ ban hành chính các cấp (thông qua ngày 14-9-1957).
12. Luật Tổ chức chính quyền địa phương (thông qua ngày 14-9-1957; ban hành ngày 31-5-1958).
13. Luật Quy định chế độ phục vụ của sĩ quan Quân đội Nhân dân Việt Nam (ban hành ngày 31-5-1958).
14. Luật bầu cử đại biểu Quốc hội nước Việt Nam Dân chủ Cộng hoà (ban hành ngày 13-1-1960).
15. Luật hôn nhân và gia đình (ban hành ngày 13-1-1960).
16. Luật Nghĩa vụ quân sự (ban hành ngày 28-4-1960).

## Đánh giá
Ngay từ khi chuẩn bị tổ chức cuộc Tổng tuyển cử năm 1946, Chủ tịch Hồ Chí Minh đã nói:
| “ | "Tổng tuyển cử là một dịp cho toàn thể Quốc dân tự do lựa chọn những người có tài, có đức để gánh vác công việc nước nhà. Trong cuộc Tổng tuyển cử, hễ là những người muốn lo việc nước thì đều có quyền ra ứng cử; hễ là công dân thì đều có quyền đi bầu cử......Do Tổng tuyển cử mà toàn dân bầu ra Quốc hội. Quốc hội sẽ cử ra Chính phủ, Chính phủ đó thật là Chính phủ của toàn dân...Trước chúng ta đã bị chế độ quân chủ chuyên chế cai trị, rồi đến chế độ thực dân không kém phần chuyên chế, nên nước ta không có Hiến pháp. Nhân dân ta không được hưởng quyền tự do dân chủ. Chúng ta phải có một Hiến pháp dân chủ. Tôi đề nghị Chính phủ tổ chức càng sớm càng hay cuộc tổng tuyển cử với chế độ phổ thông đầu phiếu. Tất cả công dân trai, gái 18 tuổi đều có quyền ứng cử và bầu cử, không phân biệt giàu nghèo, tôn giáo, dòng giống...". | ” |

Trước ngày bầu cử một ngày, trong lời kêu gọi quốc dân đi bầu cử, Hồ Chí Minh hiệu triệu "Ngày mai mồng 6 tháng 1 năm 1946. Ngày mai là một ngày sẽ đưa quốc dân ta lên con đường mới mẻ... Ngày mai, quốc dân ta sẽ tỏ cho thế giới biết rằng Việt Nam ta đã: Kiên quyết đoàn kết chặt chẽ. Kiên quyết chống bọn thực dân. Kiên quyết tranh quyền độc lập... Những người trúng cử, sẽ phải giữ vững nền độc lập của Tổ quốc, ra sức mưu cầu hạnh phúc cho đồng bào."
Trung tướng Phạm Hồng Cư, khi đó là Trung đội trưởng của Trung đội tự vệ Thủ đô, khi đi bầu cử cho biết:
"Tổng tuyển cử thực sự là không khí của toàn dân. Là thế hệ đã biết thế nào là nô lệ, đã trông thấy đồng bào chết đói, đã từng là vong quốc nô..., nên khi đi bỏ phiếu, chúng tôi cầm lá phiếu mà rất xúc động, vì biết đây là lá phiếu của tự do, lá phiếu giành được từ biết bao xương máu. Cảm tưởng được hít thở không khí tự do, đi bỏ phiếu với tâm trạng hết sức phấn chấn...".
Đánh giá về Quốc hội khóa I, tại kỳ họp thứ 12, kỳ họp cuối cùng của Quốc hội khóa I, Chủ tịch Hồ Chí Minh đã phát biểu:
"Quốc hội ta đã hết lòng vì dân vì nước, đã làm trọn một cách vẻ vang nhiệm vụ của những người đại biểu của nhân dân".
Nhà báo Nguyễn Quốc Thắng, Tổng biên tập Báo điện tử Đại biểu nhân dân khẳng định:
| “ | "Tổng tuyển cử là cuộc đấu tranh chính trị tiếp diễn, quyết liệt của cách mạng Việt Nam sau khi giành được độc lập từ tay thực dân đế quốc, là việc khẳng định tính pháp lý của Nhà nước thực sự độc lập với thế giới, là quyền tự quyết của một dân tộc độc lập. Và cũng chính là thành quả đấu tranh cách mạng lâu dài, gian khổ, hy sinh của bao thế hệ mới có được. Vì vậy, tổ chức thành công cuộc tổng tuyển cử đầu tiên không chỉ là yêu cầu của tình thế cách mạng mà còn là mệnh lệnh của trái tim hàng triệu triệu người dân Việt Nam, là sự khởi đầu mạnh mẽ của phong trào giải phóng các dân tộc bị áp bức trên toàn thế giới." | ” |

Tổ chức thành công cuộc Tổng tuyển cử đánh dấu bước trưởng thành của Nhà nước cách mạng Việt Nam, mở ra một thời kỳ mới, thời kỳ đất nước ta có một Quốc hội, một Chính phủ thống nhất, một bản Hiến pháp tiến bộ và một hệ thống chính quyền hoàn toàn đầy đủ danh nghĩa về mặt pháp lý để đại diện cho nhân dân Việt Nam về đối nội, đối ngoại. Cuộc bầu cử là căn cứ để khẳng định Nhà nước Việt Nam Dân chủ Cộng hòa có tính chất hợp pháp, dân chủ - nhà nước của dân, do dân và vì dân, được quốc dân giao phó trọng trách điều hành đất nước, tổ chức toàn dân kháng chiến kiến quốc, giải quyết mọi quan hệ của Việt Nam trên trường quốc tế.